# ダリウス・コンジ
ダリウス・コンジ（Darius Khondji, 1955年10月21日 - ）は、撮影監督。

## 来歴
イラン・テヘランにて、イラン人の父親とフランス人の母親の間に生まれる。子供の頃にフランスに移り、10代から映画撮影をはじめる。その後アメリカに移り、UCLAやニューヨーク大学で学ぶ。
1981年にフランスに戻り、撮影現場で助手として働くようになる。また、コマーシャルやPVの制作もはじめる。1991年にジャン＝ピエール・ジュネの『デリカッセン』を手がけて以来、ジュネ作品の撮影を担当。また、デヴィッド・フィンチャーやロマン・ポランスキー、ウォン・カーウァイの作品にも参加している。

## 主な作品
- デリカテッセン Delicatessen (1991)
- ロスト・チルドレン La Cité des enfants perdus (1995)
- セブン Se7en (1995)
- 魅せられて Stealing Beauty (1996)
- エビータ Evita (1996) - アカデミー撮影賞ノミネート
- エイリアン4 Alien: Resurrection  (1997)
- ナインスゲート The Ninth Gate (1999)
- ザ・ビーチ The Beach (1999)
- パニック・ルーム Panic Room (2002)
- 僕のニューヨークライフ Anything Else (2003)
- ウィンブルドン Wimbledon (2004)
- ザ・インタープリター The Interpreter (2005)
- ジダン 神が愛した男 Zidane, un portrait du 21e siècle (2006)
- マイ・ブルーベリー・ナイツ My Blueberry Nights (2007)
- ファニーゲーム U.S.A. Funny Game (2007)
- パラサイト・バイティング 食人草 The Ruins (2008)
- わたしの可愛い人 シェリ Cheri (2009)
- ミッドナイト・イン・パリ Midnight in Paris (2011)
- ローマでアモーレ To Rome with love (2012)
- 愛、アムール Amour (2012)
- エヴァの告白 The Immigrant (2013) - 第80回ニューヨーク映画批評家協会賞 撮影賞受賞[1]
- マジック・イン・ムーンライト Magic in the Moonlight (2014)
- 教授のおかしな妄想殺人 Irrational Man (2015)
- オクジャ/okja Okja （2017）
- アンカット・ダイヤモンド Uncut Gems (2019)
- トゥー・オールド・トゥー・ダイ・ヤング Too Old to Die Young（2019年）
- ANIMA Anima（2019年）
- リーシーの物語 Lisey's Story（2021年）
- アルマゲドン・タイム ある日々の肖像 Armageddon Time（2022年）
- バルド、偽りの記録と一握りの真実 Bardo, falsa crónica de unas cuantas verdades（2022年）
- ミッキー17 Mickey 17（2025年）